# NGC 3271
NGC 3271 és una galàxia espiral barrada a la constel·lació de la Màquina Pneumàtica. Amb una magnitud d'11,7, és la galàxia espiral més brillant del cúmul de la Màquina Pneumàtica, que s'hi troba a uns 40,7 megaparsecs (137,7 milions d'anys llum) de distància.